# Perla zwicki
Perla zwicki är en bäcksländeart som beskrevs av Ignac Sivec och Bill P.Stark 2002. Perla zwicki ingår i släktet Perla och familjen jättebäcksländor. Inga underarter finns listade i Catalogue of Life.